# 晴嵐
愛知 M6A 晴嵐
- 用途：攻撃機
- 分類：特殊攻撃機
- 設計者：尾崎紀男
- 製造者：愛知航空機
- 運用者： 大日本帝国（日本海軍）
- 初飛行：1943年
- 生産数：28機
- 運用状況：戦闘前に終戦

晴嵐（せいらん）は、大日本帝国海軍が第二次世界大戦中に開発した水上攻撃機。設計生産は愛知航空機、略符号はM6A1。
伊四百型潜水艦による戦略爆撃の目的で開発された、小型軽量の急降下爆撃が可能な潜水艦搭載用の水上攻撃機（海軍での分類は特殊攻撃機）。昭和18年（1943年）11月に初号機完成。だが1944年9月でも実験飛行の段階だった。第六三一海軍航空隊（1944年12月15日編制）で運用された。

## 概要

### 開発経緯
第一次世界大戦以降、日本海軍は小型水上偵察機を搭載した潜水艦を建造した（潜水艦搭載偵察機）。昭和初期、日本海軍は「潜水艦を敵艦隊監視、追揮躡触接に用いる」という用法をおおむね確立。潜水艦への小型水偵搭載は、潜水艦の偵察能力強化（監視能力強化）につながっていた。
太平洋戦争開戦後の1942年（昭和17年）1月、鈴木義尾軍令部第2部長から艦政本部に対し「新型潜水艦」について照会があった。同年5月、水上攻撃機2機（昭和19年初頭、3機に改訂）・航続距離三・三万浬・連続行動可能期間四ヶ月以上という「特型潜水艦」の艦型が決定した。この特型潜水艦が伊四百型潜水艦であり、水上攻撃機が晴嵐である。米国東海岸で作戦を意図しており、黒島亀人軍令部第2部長が語ったところによれば、構想そのものは山本五十六（当時、聯合艦隊司令長官）に依る。
同年6月30日の改⑤計画で特型潜水艦（基準排水量3,530トン、速力19.6ノット）18隻の建造が含まれていた。だが戦局の悪化にともない1943年（昭和18年）10月15日附の軍令部商議により、特型潜水艦（伊四百型）の建造隻数は5隻に減少。最終的に竣工した特型（伊四百型）は3隻（伊400、伊401、伊402）だけだった。
太平洋戦争後半、伊四百型に搭載する晴嵐の機数は、2機から3機に増やされた。同時に、伊十三型潜水艦も搭載機を「偵察機1」から「攻撃機2」に変更することになり、改造計画を実施した。

### 試製晴嵐
晴嵐は伊四百型潜水艦（のちに伊十三型潜水艦をも加える）を母艦として、浮上した潜水艦からカタパルトで射出され、戦略的な目的での攻撃に使用されるために計画された特殊攻撃機である。最大速度時速474km（250ノット）・フロート投棄時560km、低翼単葉双浮舟、複座、航続距離166ノットで642浬、兵装は13mm旋回機銃1と250kg爆弾1。
「潜水空母」伊四百型潜水艦に搭載するため、愛知航空機において母艦と同時期に開発に着手され、昭和18年11月に試作第一号機が完成した。九一式魚雷改三による雷撃、または250キロ爆弾（4個まで搭載可能）、または800キロ爆弾による水平および急降下爆撃が可能であった。
実戦における攻撃時には、エンジン出力の関係から大型爆弾の場合はフロートを装着しない仕様になっており、攻撃後は艦近くの海面に着水、又は搭乗員を落下傘降下させ乗員のみを収容する予定だった。この場合の機体の回収は無論不可能である。一方、潜水艦には予備魚雷と予備爆弾が装備され、状態によって再出撃も可能であった。ただし、唯一にして最後の出撃時は特攻が予定されていた（後述）。

折り畳み図

晴嵐は伊四百型の飛行機格納筒に納めるため、主翼はピン1本外すと前縁を下に90度回転して後方に（鳥が歩行時に羽を胴につけているイメージ）・水平尾翼は下方に、垂直尾翼上端は右横に折りたためる。フロートは取り外されているが、機体近くに置かれており短時間で装着できるようになっている。また、暖機のかわりに、加温した潤滑油・冷却水を注入できるなどの工夫で、作業開始後約3分以内で発進可能と言われている。伊四百型は晴嵐を3機搭載でき、潜水艦搭載時には既に雷装、爆装していた。ただし、飛行機格納筒の一番奥に収納された3番機は潜水艦甲板上での整備スペースが限られているため、1番機・2番機の整備および射出完了後に、発進諸準備を開始する。このため2番機発進後、20分後に射出予定だった。
また（1番機）3分で発艦可能と言っても、実際には搭乗員・整備士の技量による。搭乗員の淺村敦によると、最初のうちは3機発進完了まで20分以上かかっていたが、最終的には十数分に縮められたとの事。特に母艦自体が上下に動振しているため発艦のタイミングが難しく（艦首が下を向いている時に発艦すると、機体が海面に突っ込む事となる）、射出指揮官が慎重に判断した。このように発艦には危険が伴ったので、搭乗員には1回の発艦訓練につき6円の危険手当が加算された。当時の大卒の初任給は60円である。
潜水艦搭載のための折りたたみ構造と高性能を両立させ、またその任務により世界中で（極端な話、北極や南極でも）使用を可能にするためジャイロスコープを装備するなど、非常に『凝った』造りの機体であった上に製造数も少なかったため1機あたりのコストも高く、零戦50機分に相当すると言われた。後述のとおり、本機が海軍の兵器として制式採用されたことを積極的に立証できる法令は存在しない。

### 試製晴嵐改（南山）

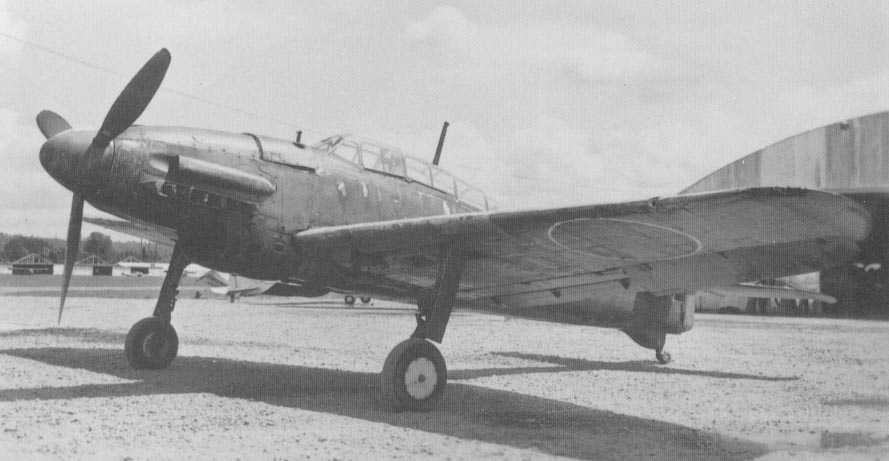
南山

試製晴嵐を陸上機化した機体も製造され、これを「試製晴嵐改」または「南山」（M6A1-K）という名称で呼んでいた{sfn|高橋|2001|pp=158-159}}。南山は高速性能に優れるかわり、滑走距離が長かったという{sfn|高橋|2001|pp=158-159}}。
1944年10月、南山は高橋の操縦により魚雷発射実験に成功した。これにより高橋は、晴嵐が雷撃に向いた航空機であると確信したという。
晴嵐及び南山は合わせて28機が製造された。計画段階では36機以上生産予定だったが訓練用の機体すら確保できず、空技廠から零式小型水上機2機を借りて六三一空隊員の訓練をおこなった。搭乗員からは「オモチャみたいな飛行機で訓練するのか」と不満が出た。そこで六三四空から瑞雲を借りて訓練を行った。

### 制式化の状況
航空機を兵器として制式採用するかどうかについて、海軍省では法令の一つである内令兵で命名して施行し周知しているが、晴嵐と晴嵐改はいずれも「試製」の冠称がついた実験機としての扱いに変化が無いまま敗戦を迎えており、実施部隊の認識はともかく省としては兵器に採用する法令を施行していない。
また、1945年（昭和20年）7月に海軍航空本部が調製した「海軍現用機性能要目表」においても、それぞれ「試製晴嵐」「試製晴嵐改」の機名が記されていたとされる。
なお、六三一空で晴嵐テストパイロットを勤めた高橋は、1944年（昭和19年）11月24日に領収（受領）飛行を行い制式採用されたと述べているほか、終戦後の第六三一海軍航空隊の武器引渡し目録には、「晴嵐一一型」8機、そのうち3機破損と記載されているが、目録上の兵器名表記はいずれも海軍省が施行した内令兵に準拠したものではない。
兵器が制式採用前に実施部隊へ引き渡され運用されるのは二式艦上偵察機、雷電、桜花らの例もあり、晴嵐や晴嵐改が特殊なわけではない。
なお、海軍省では法令上、試製晴嵐を「特殊機（潜水艦用）（AE1P発動機装備/アツタ発動機32型装備）」、試製晴嵐改を「試製晴嵐ヲ陸上機トナセルモノ」と明記して周知しており、本機の用途等に関して特に厳しく秘匿していたわけではない。

## 要目（M6A1）
- 乗員： 2名
- 双フロート式
- 全長： 10.64 m
- 全幅： 12.26 m
- 全高： 4.58 m
- 主翼面積： 27.0m2
- 動力： アツタ32型 水冷V12エンジン
- 出力： 1,400 HP
- 全備重量： 4,250 kg
- 最大速度： 474 km/h（フロート未装着時560km/h）
- 航続距離： 1,540 km
- 実用上昇限度： 9,640 m
- 上昇率： 5,000/8'00"
- 武装： 機関銃 13.0mm旋回機銃×1／800kg爆弾×1（250kg爆弾は4発まで）。または45cm魚雷×1

## 運用
晴嵐の航空隊は、1944年（昭和19年）12月15日に第六三一海軍航空隊（第六艦隊附属）として開設された。さらに、晴嵐は伊号第四百潜水艦（定数3機）、伊号第四百一潜水艦（定数3機）、伊号第十三潜水艦（定数2機）、伊号第十四潜水艦（定数2機）を中核とする第一潜水隊（有泉龍之助大佐）に配備された。
有泉大佐は第六三一海軍航空隊司令を兼ねる。潜水艦航空機運用の経験があるのは高橋少尉と鷹野末夫少尉のみで、潜水艦の艦長歴が長い有泉司令は航空戦の経験がなく、福永飛行長は航空・潜水双方の実戦経歴がなく、浅村分隊長は潜水艦経験がなく、山本分隊長は実戦経験がなく、隊の錬度には問題があった。さらに晴嵐の製造メーカーである愛知航空機製作所は、東南海地震、三河地震、B-29による空襲被害で甚大な被害を受けており、晴嵐の定数補充は困難であった。2月の時点で、第631空の戦力は晴嵐6機、瑞雲5機でしかない。
1945年1月、有泉司令は魚雷によるパナマ運河攻撃の研究を命じた。3月下旬から4月上旬にかけて、作戦の検討が進む。呉潜水艦基地隊で、軍令部、第六艦隊参謀を交えた図上演習を実施。4月25日、士官に対し第一潜水隊全艦・晴嵐10機（雷撃2、爆撃8）によるパナマ運河夜間攻撃計画が公表された。この段階では通常攻撃だったが、福永飛行長は「飛行機総特攻の時に晴嵐部隊だけ通常攻撃はありえない。全機特攻」と主張し、投下器から爆弾が落ちないよう工作を命じた。結局、全機800kg爆弾を装備した上での特別攻撃隊となった。
しかし戦局の悪化によりパナマ運河攻撃は中止となり、ウルシー環礁の米軍在泊艦船攻撃に目的変更となる。6月25日、小沢治三郎海軍総司令長官は、第六艦隊第一潜水隊（先遣部隊）に以下の作戦を発令した。
- トラックに対する高速偵察機「彩雲」輸送（光作戦）

1. 使用兵力、伊十三、伊十四。
2. 輸送物件、彩雲4機。7月下旬トラック着を目標に行動。

- ウルシー奇襲作戦（嵐作戦）

1. 使用兵力、伊四百、伊四百一、晴嵐6機。
2. 攻撃時期、7月下旬より8月上旬。次期作戦準備としてシンガポールに晴嵐10機を空輸すべし。

部隊は「神龍特別攻撃隊」と命名された。出撃前の壮行会で第六艦隊司令長官醍醐忠重中将は、飛行機搭乗員に短刀を贈っている。この短刀は特別攻撃隊を意味していた。南部（伊四百一潜水艦長）は「有泉司令も私（南部艦長）もこの作戦を特攻であると正式に命じたことはなく、少なくとも私は最後まで生還の手段を講ずるつもりであった。しかし、飛行機搭乗員はどうであったろうか。」と回想している。
また晴嵐には戦時国際法違反を承知で米軍の星マークがつけられ、米軍機と同じ銀色に塗装されていた。伊四百搭載晴嵐1号機の高橋は「誰の入れ知恵だかわからなかったが、卑怯で情けない」と評している。7月20日、伊四百と伊四百一は舞鶴を出港し、21日もしくは22日に大湊入港。7月23日、大湊を出撃し、8月17日を攻撃予定日として航海を続けた。伊四百一（有泉司令）はマーシャル諸島東を通過する迂回コースをとった<ref>。
8月14日、伊四百は伊四百一との合流地点に到達したが発見できず、8月15日も待機した。一方の伊四百一も僚艦を発見できず、会合地点で待機、8月15日を過ごした。このすれ違いは、有泉司令（伊四百一）が発信した会合地点変更の電信を伊四百が受信せず（南部艦長は伊四百一から電報発信の記憶なし）、伊四百は作戦計画どおりの会合地点に先行していたからであった。
この時点で「神龍特別攻撃隊」は終戦を迎えた。8月16日、第六艦隊司令長官および海軍総司令長官から作戦中止命令が出る。「晴嵐」が特攻に出撃することはなかった。晴嵐は、エンジン始動状態、翼を折りたたんだまま無人で射出され、洋上廃棄された。伊四百では、3機をわずか10分で組み立てたという。その際に搭乗員のたっての希望により、星マークが塗りつぶされ日の丸が塗装されたとされる。伊四百一では、8月26日に晴嵐・弾薬・秘密書類等を投棄した。有泉司令は艦内で自決した。

## 現存する機体

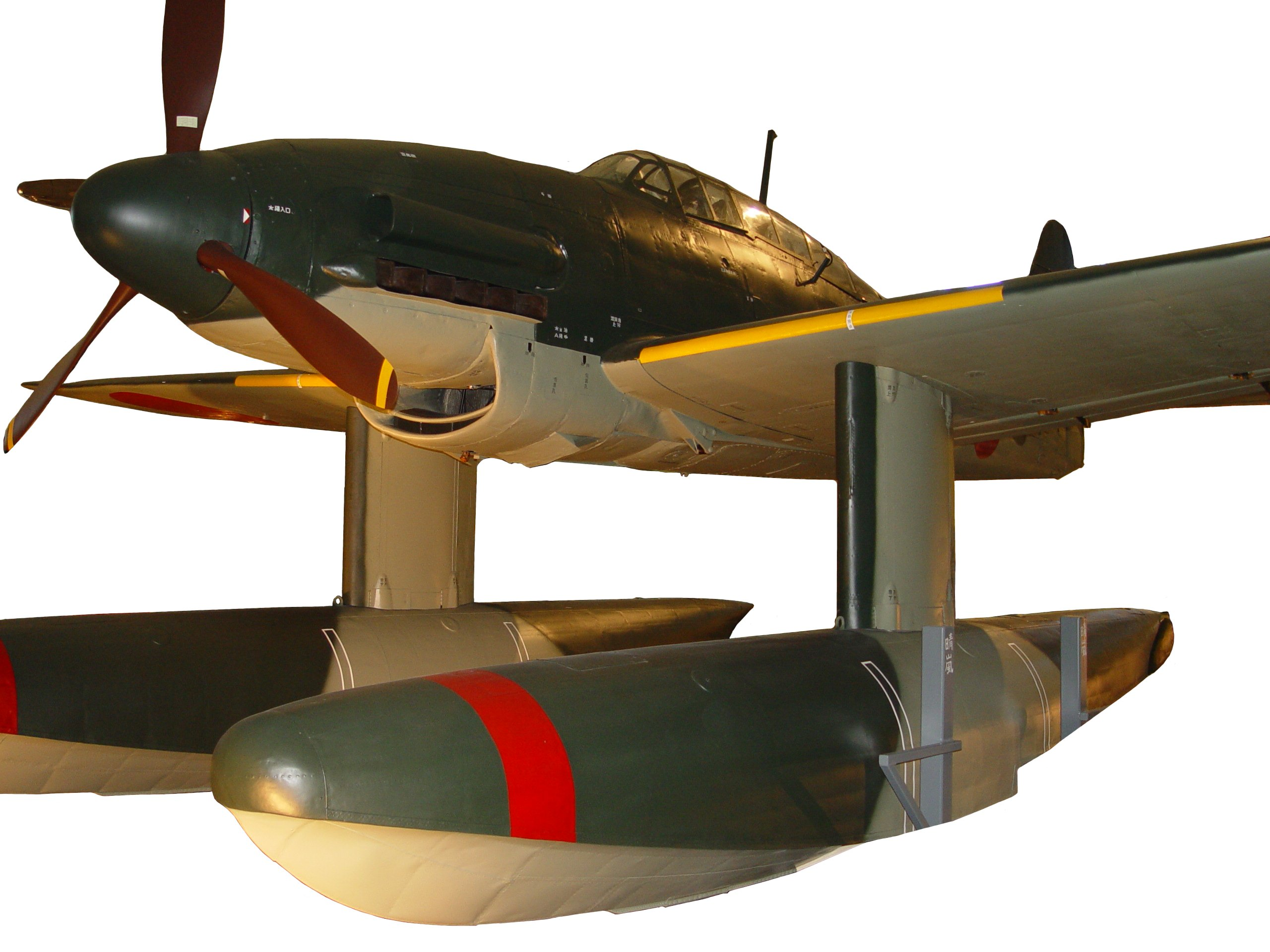
修復された機体

戦後に愛知県の工廠にあった機体がアメリカ軍に鹵獲され、性能などの調査の上で、スミソニアン博物館に修繕を施された状態で1機が保存されている。

## 登場作品

### テレビ番組
- ドキュメンタリー『陸海空!ミリタリー』シリーズ『日本軍の極秘潜水艦』
- ドキュメンタリー『さらば海底空母イ401 幻のパナマ運河大爆撃』
- 歴史秘話ヒストリア『幻の巨大潜水艦 伊400〜日本海軍 極秘プロジェクトの真実〜』

### 漫画
『あかつき戦闘隊』
第3・4・5巻（特攻編）に登場。
『こちら葛飾区亀有公園前派出所』
第111巻「戦闘機『晴嵐』強奪大作戦！の巻」に登場。

### ゲーム
『Battlestations: Pacific』
プレイヤーが使用可能な日本軍兵器として伊四百型潜水艦から出撃可能。また一部のゲームモードにて当機が使用できる。
『Naval Creed:Warships』
重巡洋艦「筑摩」、軽巡洋艦「大淀」の艦載機として登場。筑摩搭載機は爆撃、大淀搭載機は雷撃が可能。
『World of Warships』
重巡洋艦「利根」の艦載雷撃機として登場。
『アズールレーン』
水上機カテゴリの装備として登場。
『艦隊これくしょん -艦これ-』
「試製晴嵐」と「晴嵐」（六三一空）が水上攻撃機として、「南山」が艦上爆撃機として登場。
『コール オブ デューティ ワールド・アット・ウォー』
マルチプレイの一部マップにオブジェクトとして置いてある。
『ソニックウイングス3』
真尾まおが特殊水上攻撃機として晴嵐に搭乗している
『ブレイジングエンジェル2 シークレットミッション・オブ・WWII』
ミッション12「ポイント防御」にて伊四〇〇型潜水艦の艦載機として登場する。